# Jerzy Sterenga
Jerzy Sterenga, né le 3 février 1926, à Vilnius, en République socialiste soviétique de Lituanie et décédé le 19 juillet 1999, à Wałbrzych, en Pologne, est un ancien joueur et entraîneur de basket-ball polonais.